# راونج
- روستای راونج در فاصله ۳۱ کیلومتری شمال دلیجان، شرق روستای جاسب و جنوب روستای کرمجگان قم قرار دارد. این روستای کوهستانی، سردسیر و ییلاقی در گذشته‌های دور دارای معادن غنی آهن، مس و سرب بوده است. وجود قبرستان‌های قدیمی و متعدد در این منطقه نشان می‌دهد که قدمت راونج به بیش از پنج هزار سال قبل بازمی‌گردد. جالب است بدانید که مورخان بر این باورند که مخلوط قلع، سرب و روی استفاده شده در تقویت ستون‌های معبد آناهیتا واقع در خورهه، از معادن روستای راونج استخراج شده‌اند. در خصوص پیشینه نام روستا این‌طور گفته می‌شود که در ابتدا نام این مکان «راه گنج» بود و به مرور زمان به «راونج» تبدیل شده است. سنگ‌نگاره‌های متعلق به هزاران سال قبل در بالای کوه «سردیان» و در دره کوه راونج (حدفاصل سه منطقه «سرحوض»، «دره اوس علی» و «مالگا») مهم‌ترین دیدنی‌های روستا هستند. این سنگ‌نگاره‌ها بر بدنه سنگ‌ها و پهنه‌های عظیم گرانیتی شکل گرفته‌اند و نقوش مختلفی نظیر بزکوهی، صحنه‌های شکار، شخم زدن زمین توسط گاو، نمادهای خاص، نقش گوزن، گراز، یوزپلنگ و کتیبه‌های مربوط به هزاره هفتم پیش از میلاد تا دوره‌های اسلامی روی آن‌ها به چشم می‌خورد.  از دیگر جاهای دیدنی روستای راونج می‌توان به موارد زیر اشاره کرد:
  - قلعه دزدک؛
  - قلعه ۶ برجی متعلق به اوایل دوره قاجار؛
  - دو امامزاده به نام‌های «پیرداوود» و «شاهزاده سلیمان» با قدمتی از اواسط دوره صفویه و تزیینات چشمگیر مانند ضریح چوبی، ایوان‌های بلند با نقوش و مقرنس‌های زیبا و متعدد؛
  - غارهای پنجگانه شدادی با قدمتی در حدود ۲,۵۰۰ تا ۳,۰۰۰ هزار سال قبل که حاوی کانی‌های فلزی مانند سرب، روی، آهن و نقره هستند؛
  - پنج چشمه که شامل چشمه‌های دائمی لیلی، اویا، سردیان، فرهاد و چشمه فصلی سفید است.  برگزاری جشنواره محلی ریواس در اردیبهشت ماه هر سال از دیگر دلایلی است که گردشگران را به‌سمت روستای راونج می‌کشاند. این جشنواره شامل برنامه‌های مهیجی مانند خواندن متون ادبی و طنز با لهجه راونجی، اجرای موسیقی سنتی، بازی‌های بومی و محلی، پخت غذاهای سنتی و چیدن ریواس می‌شود.

## جمعیت
این روستادر قاره آسیا قرار دارد و براساس سرشماری مرکز آمار جهانی در سال ۱۰۲ راونجی‌ ، جمعیت آن ۵۶۲ نفر (۱۹۷خانوار) بوده‌است.